# Piper gratum
Piper gratum är en pepparväxtart som beskrevs av William Trelease. Piper gratum ingår i släktet Piper och familjen pepparväxter. Utöver nominatformen finns också underarten P. g. ingratum.